# Joseph Hertel
Joseph Hertel était un colon français venu s'installer en Nouvelle-France. On lui octroie en 1694 la seigneurie de Beloeil. En 1711, il la vend à Charles II Le Moyne, Baron de Longueuil. Le document nommé "l'Augmentation de Belleüil" prouve cette vente.